# XtreemFS
XtreemFS — розподілена файлова система, реалізація якої поширюється під ліцензією BSD.
XtreemFS дозволяє організувати роботу сховища з розподілом даних на декількох серверах. Для забезпечення відмовостійкості та забезпечення паралельного доступу дані можуть реплікуватись між вузлами. Процес реплікації оптимізований для використання низькошвидкісних з'єднань і можливих тимчасових обривів зв'язку. Наприклад, за допомогою XtreemFS можна забезпечити синхронізацію сховища на декількох серверах в різних дата-центрах. Для розширення розміру сховища досить підключити до розподіленого сховища додаткові вузли зберігання. Надається можливість гнучкого контролю і управління роботою файлової системи через підключення плагінів. Можливе створення снапшотів і бекапа метаданих в асинхронному режимі. Для захисту переданих по мережі даних від перехоплення підтримується використання SSL.
Серверна частина XtreemFS, котра забезпечує управління метаданими, написана на мові Java. Клієнт для роботи з XtreemFS написаний на С++ і доступний для Unix-подібних ОС, Windows і Mac OS X. Клієнтська частина файлової системи працює у просторі користувача (user-space) з використанням FUSE (Filesystem in Userspace). Для застосунків робота з XtreemFS мало чим відрізняється від Network File System (XtreemFS може використовуватися як заміна NFS), так само немає відмінностей від того, чи є файл реплікованим на локальну систему або доступний тільки з віддаленого хоста.